# Abacuc (profeta)
Abacùc o Abacucco (in ebraico: Hăbaqqūq, חֲבַקּוּק; in greco: Ἀμβακούμ; in latino: Habăcuc; Giudea, VII secolo a.C – Giudea, VI secolo a.C.) è l'ottavo dei 12 profeti minori.
L'etimologia del nome Abacuc è incerta, potendo derivare dal nome di una pianta in assiro, probabilmente la cassia, oppure da una parola in ebraico significante colui che abbraccia o colui che lotta.

## Biografia
Non si hanno vere notizie biografiche a suo riguardo; secondo la tradizione ebraica sarebbe stato contemporaneo del profeta Daniele, pur essendo nato molto prima, addirittura ai tempi di Eliseo (in quanto figlio della Sunammita di 2 Re 4,8-37); l'incontro con Daniele viene narrato nel passo deuterocanonico di Dan 14,33-39. È autore di una profezia presente nella Bibbia: il Libro di Abacuc costituito di 56 versetti, suddivisi in tre capitoli.  Nell'opera il profeta affronta vari temi, trattando della giustizia divina e della fedeltà all'alleanza, che conduce alla salvezza ed alla teofania. Nella prima delle due parti che compongono tale profezia, che consiste in un dialogo tra Dio e Abacuc, i capitoli I e II, viene annunciata la conquista di Israele da parte dei caldei (1,5-11), cioè i babilonesi, seguita dalla rovina degli empi (2,2-19). Nel terzo capitolo è invece presente una preghiera nella quale il profeta tesse le lodi della potenza di Dio. Gli accenni alla conquista e allo stato della società giudaica porterebbero la data della composizione ai primi del VII secolo a.C., cioè durante il regno di Ioiakim, che durò dalla fine del VII secolo a.C fino all'inizio del VI secolo a.C..
Di grande importanza sono anche i Pesher Habakuk (Commento ad Abacuc): si tratta di un rotolo, facente parte dei manoscritti non biblici di Qumran, in cui si trovano dei commenti ai primi due capitoli della profezia: l'originale dei rotoli è ad oggi conservato all'università ebraica di Gerusalemme.
Nella città di Tuyserkan (Iran) ha sede un mausoleo, il tempio di Hayaghoogh - protetto dai Beni Culturali iraniani - che si crede sia di Abacuc. Affrancato da Ciro II di Persia Abacuc si spostò presso Ecbatana: in quella zona morì e fu sepolto in quella che oggi è Tuyserkan nella regione di Hamadan.
All'inizio del libro l'autore si rivolge in prima persona al suo Signore Dio, profetizzando la vittoria del popolo caldeo, quale punizione divina per i disordini e le ingiustizie che egli osservava nel Regno di Giuda. Si tratta del Dio di Israele. 

Inoltre, il testo è presentato secondo il genere letterario della lamentazione e supplica che appartiene anche ad altri libri dell'Antico Testamento. Riguardo all'autore ebraico, non viene specificato esplicitamente da quale tribù di Israele egli discendesse.
Una tradizione vuole che il profeta Abacuc discendesse dalla Tribù di Simeone.
(Daniele 1:1-4, trad. Nuova Diodati)
Durante l'esilio babilonese, il Regno di Ioachin si colloca tra il 609 e il 598 a.C., ed il profeta Daniele data la conquista caldea nel 606. 
Un approccio comune porta a concludere che se il testo parla della conquista caldea, allora deve essere sicuramente successivo, e datarlo nel Regno di Ioachin, negando implicitamente la sua natura profetica, mentre allo stesso tempo non si evita di affermare il suo valore storico. La datazione dovrebbe essere suffragata da un'analisi linguistica del testo, e dei metodi di datazione usati per i manoscritti fisicamente a noi pervenuto.

## Culto
Abacuc è venerato dalla Chiesa cattolica come santo e celebrato il 2 dicembre.
(Martirologio Romano)
Secondo una tradizione medievale le spoglie del profeta Abacuc si troverebbero nella cattedrale di Nocera Inferiore. Teodorico di Niem, mentre papa Urbano VI è assediato nel castello del Parco di Nocera, descrive il territorio della città riferendo della presenza in chiesa delle spoglie del profeta.
(Teodorico di Niem, De schismate libri III)

## Abacuc nella lingua italiana
Secondo alcuni etimologi le espressioni italiane "vecchio come il cucco" e "vecchio bacucco" derivano proprio da Abacucco, in quanto egli venne spesso rappresentato come un vecchio con una lunga barba bianca.